# Mastophora pickeli
Mastophora pickeli là một loài nhện trong họ Araneidae.
Loài này thuộc chi Mastophora. Mastophora pickeli được Cândido Firmino de Mello-Leitão miêu tả năm 1931.